# Saitonia muscus
Espèce
Synonymes
- Araeoncus muscus Saito, 1989

Saitonia muscus est une espèce d'araignées aranéomorphes de la famille des Linyphiidae.

## Distribution
Cette espèce est endémique du Japon.

## Publication originale
- Saito, 1989 : Two new erigonine spiders (Araneae: Linyphiidae) from Japan. Arachnological Papers Presented to Takeo Yaginuma on the Occasion of his Retirement, Osaka Arachnologists Group, Osaka, p. 47-51.